# Gliese 169
Gliese 169 (GJ 169 / HD 28343 / HIP 20917) es una estrella en la constelación de Tauro visualmente situada a 55 segundos de arco de κ Tauri. De magnitud aparente +8,35, no es visible a simple vista.
Se encuentra a 37,5 años luz de distancia del sistema solar.
Las estrellas conocidas más cercanas a Gliese 169 son LP 415-636 y Gliese 174, situadas respectivamente a 6,4 y 6,9 años luz de distancia.
Gliese 169 es una enana naranja de tipo espectral K7V, una estrella que, como el Sol, obtiene su energía a partir de la fusión de hidrógeno en su interior. Dentro de las enanas naranjas, se sitúa entre las más frías y menos luminosas; con una incierta temperatura efectiva entre 4137 K y 4211 K, su luminosidad visual equivale al 3,7% de la luminosidad solar. De menor tamaño que el Sol, la medida de su semidiámetro angular (0,279 milisegundos de arco) permite calcular su radio, que corresponde a un 69% del radio solar. Sus parámetros son semejantes a los de 61 Cygni B —la componente más tenue de este sistema— o a los de Gliese 638.
Gliese 169 aparece catalogada como una estrella fulgurante en la base de datos SIMBAD, por lo que recibe la denominación de variable provisional NSV 1612.